# Turismo na Nicarágua
O turismo na Nicarágua cresceu consideravelmente recentemente e é hoje a segunda maior indústria do país. Em 2007, o então presidente Daniel Ortega declarou sua intenção de usar o turismo para combater a pobreza em todo o país.